# Atle Lie McGrath
Atle Lie McGrath (Burlington, 21 de abril de 2000) es un deportista noruego que compite en esquí alpino. Es primo de la esquiadora de fondo Marit Bjørgen.
Ganó una medalla de plata en el Campeonato Mundial de Esquí Alpino de 2025, en la prueba de eslalon. En la Copa del Mundo consiguió tres victorias y quince podios en total.

## Palmarés internacional
| Campeonato Mundial | Campeonato Mundial | Campeonato Mundial | Campeonato Mundial |
| Año                | Lugar              | Medalla            | Prueba             |
| ------------------ | ------------------ | ------------------ | ------------------ |
| 2025               | Saalbach (Austria) | Medalla de plata   | Eslalon            |